# Michelle (Bud Shank e Chet Baker)
| Recensione | Giudizio |
| ---------- | -------- |
| AllMusic   |          |

Michelle è un album discografico del sassofonista Bud Shank inciso nel 1965 (e pubblicato nel gennaio del 1966) per l'etichetta World Pacific Records con la partecipazione di Chet Baker.

## Tracce

### LP
Lato A
1. Michelle – 2:25 (John Lennon, Paul McCartney)
2. Petite Fleur (Little Flower) – 2:38 (musica: Sidney Bechet)
3. Girl – 2:24 (John Lennon, Paul McCartney)
4. As Tears Go By – 2:07 (Mick Jagger, Keith Richards, Andrew Loog Oldham)
5. You Didn't Have to Be So Nice – 2:28 (Steve Boone, John Sebastian)

Lato B
1. Love Theme, Umbrellas of Cherbourg (I'll Wait for You) – 2:25 (testo: Norman Gimbel – musica: Michel Legrand)
2. Sounds of Silence – 2:30 (Paul Simon)
3. Turn! Turn! Turn! (To Everything There Is a Season) – 2:44 (Tradizionale, adattamento musicale di Pete Seeger)
4. Yesterday – 2:36 (John Lennon, Paul McCartney)
5. Blue on Blue – 2:15 (testo: Hal David – musica: Burt Bacharach)

## Formazione
- Bud Shank – sax alto, flauto
- Chet Baker – flicorno soprano
- Bob Florence – arrangiamenti, direzione orchestra
- Componenti orchestra non accreditati

Note aggiuntive
- Richard Bock – produttore
- Registrazioni effettuate nel 1965 a Los Angeles, California (non accreditato sull'album originale)
- Bruce Botnick – ingegnere delle registrazioni
- Woody Woodward – art direction copertina album originale
- Ken Kim – foto copertina frontale album originale
- Woody Woodward e William Claxton – foto retrocopertina album originale
- Richard Oliver – note retrocopertina album originale[5]